# Soul Serenade (ゴスペラーズのアルバム)
『Soul Serenade』（ソウル・セレナーデ）は、2000年10月12日に発売されたゴスペラーズのメジャーデビュー後6枚目のアルバム。

## 概要
- 同時代のアメリカのR&Bを意識したアルバム。
- このアルバムで初めてチャート上位（11位）に食い込んだ。
- シングル曲「パスワード」と、ヒット曲「永遠に」をいずれもバージョン違いで収録。
- 発売日と同じ日に全国ツアー「ゴスペラーズ坂ツアー2000」を開始。
- 後日アナログ盤も発売。

- なかなかヒットが出ず、3月4〜11日に行った当アルバムの作曲合宿中、レコード会社の制作部長がやってきて「このままの売上では次のアルバムが最後」という趣旨の話をされた。[1]

## 収録曲
1. パスワード -Powers G Mix- [4:35]
  - 作詩：安岡優／作曲：黒沢カオル、村上てつや／編曲：K-Muto(Groovediggerz)
    - 13thシングル曲のバージョン違い。ボーカルアレンジがシングルとは異なっている。
2. 永遠に -Album Version- [5:45]
  - 作詩：安岡優／作曲：妹尾武／編曲：Bryan-Michael Cox
    - 14thシングル曲のバージョン違い。曲の終わりがフェードアウトになっている。
3. Forgive Me [5:29]
  - 作詩：安岡優／作曲：黒沢薫／編曲：K-Muto(Groovediggerz)
4. 裸身 [4:23]
  - 作詞：山田ひろし／作曲：北山陽一／編曲：小西貴雄
5. 夢の外 [3:48]
  - 作詩：安岡優／作曲：酒井雄二、黒沢薫、J.Que／編曲：Bryan-Michael Cox
    - 「永遠に」に参加したJ.QueとBryan-michael Coxとの競作。曲中の声はBryan-michael Coxである。
6. Unlimited [4:20]
  - 作詩：安岡優、黒沢薫／作曲：黒沢薫／編曲：K-Muto(Groovediggerz)
7. Free Space [3:38]
  - 作詩：安岡優、酒井雄二／作曲：酒井雄二／編曲：K-Muto(Groovediggerz)
    - サッカーをイメージした曲。
8. Slow Luv [4:28]
  - 作詞：山田ひろし、酒井雄二／作曲：酒井雄二／編曲：K-Muto(Groovediggerz)
9. 月光 [3:57]
  - 作詩：安岡優／作曲：北山陽一、田邉香菜子
    - 北山と安岡がリードを取る曲。
10. MIDNITE SUN [4:47]
  - 作詞：村上てつや／作曲：村上てつや、酒井雄二、妹尾武／編曲: K-Muto(Groovediggerz)
    - 酒井がトーク・ボックスを使用して、ロジャー・トラウトマンをリスペクトした曲である。
11. One more day [4:50]
  - 作詞・作曲：黒沢薫／編曲：北山陽一、黒沢薫
    - アカペラ曲。

## カバー
月光
- XOX - 『BOYS meet HARMONY』に収録。